# Jésus est né en Provence
Jésus est né en Provence est une chanson écrite et composée en 1972 par Luc Dettome après sa rencontre avec le jeune  chanteur Robert Miras. Le 45 tours sort en 1973 et connaît un vif succès national (plus de 300 000 exemplaires vendus).
Fernand Sardou accepte, l'année suivante, d'enregistrer une pastorale avec Robert Miras et qui est la trame du film éponyme[Quoi ?]. Ce film est produit par la télévision belge et diffusé dans tous les pays francophones (France, Belgique, Suisse et Canada) au moment des fêtes de Noël.
La chanson connaît une version galloise (celtique), intitulée A Valley Called the Rhondda et interprétée par les chœurs Meibion Dyfnant et Duvnant Male Voice Choir. Le titre est aussi repris par le groupe Les Kitchs.
La chanson renvoie à une tradition ancienne d'anachronismes situant la Nativité en Provence, initiée par Nicolas Saboly. 
Cette chanson joue un rôle important dans le film Papa de Maurice Barthélemy, sorti en 2005. Plusieurs versions y sont utilisées.